# Manuel Pio Correia
Manuel Pio Correia (1874 — 1934) foi botânico português.
Naturalista, botânico, geólogo e pesquisador, nascido na cidade do Porto, em Portugal, filho do editor e livreiro Ignacio Corrêa, dedicou-se ao estudo da Botânica aplicada, ressaltando aspectos científicos, econômicos e industriais das plantas. Membro de mais de uma dezena de instituições científicas.
Os trabalhos desenvolvidos por este naturalista deram origem a importantes publicações, dentre as quais os seis volumes do Dicionário das Plantas Úteis do Brasil e das Exóticas Cultivadas, publicados a partir de 1926 pelo Ministério da Agricultura.
Sua bibliografia completa inclui cerca de 150 trabalhos. Quando faleceu, era pesquisador do Museu de História Natural de Paris.
Nota
↑  Na ortografia arcaica grafava-se Manoel Pio Corrêa